# نمایشگاه جهانی (۱۸۶۷)
نمایشگاه جهانی (۱۸۶۷) (به فرانسوی: Exposition Universelle (1867)) یا نمایشگاه بین‌المللی ۱۸۶۷، نمایشگاهی جهانی بود که در پاریس، به‌مدت ۷ ماه از ۱ آوریل تا ۳ نوامبر ۱۸۶۷ برگزار شد. ۴۲ کشور در این نمایشگاه حضور داشتند و ۱۵ میلیون نفر از آن بازدید کردند.

## طرح

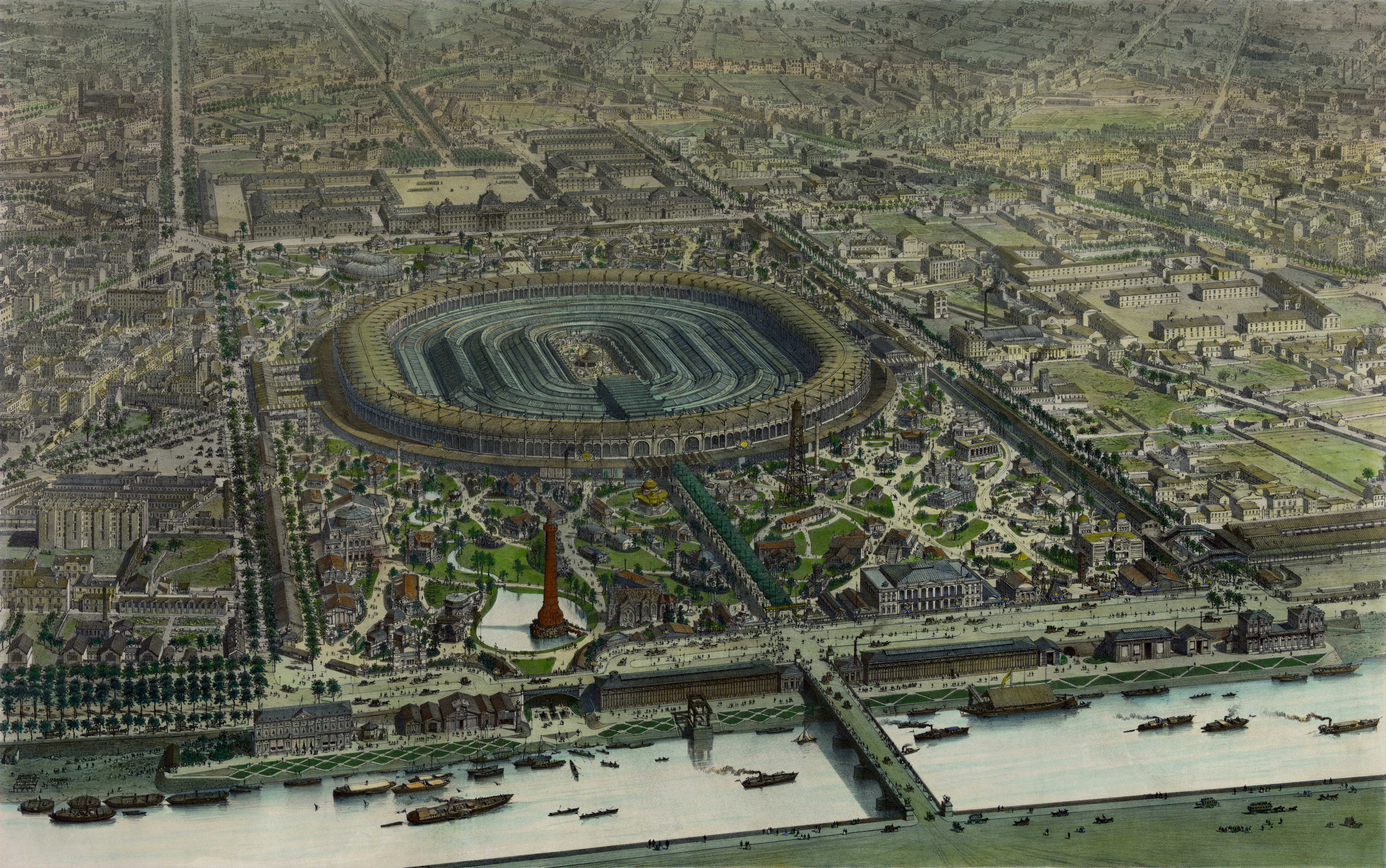
نمای رسمی چشم‌اندازی از نمایشگاه جهانی ۱۸۶۷

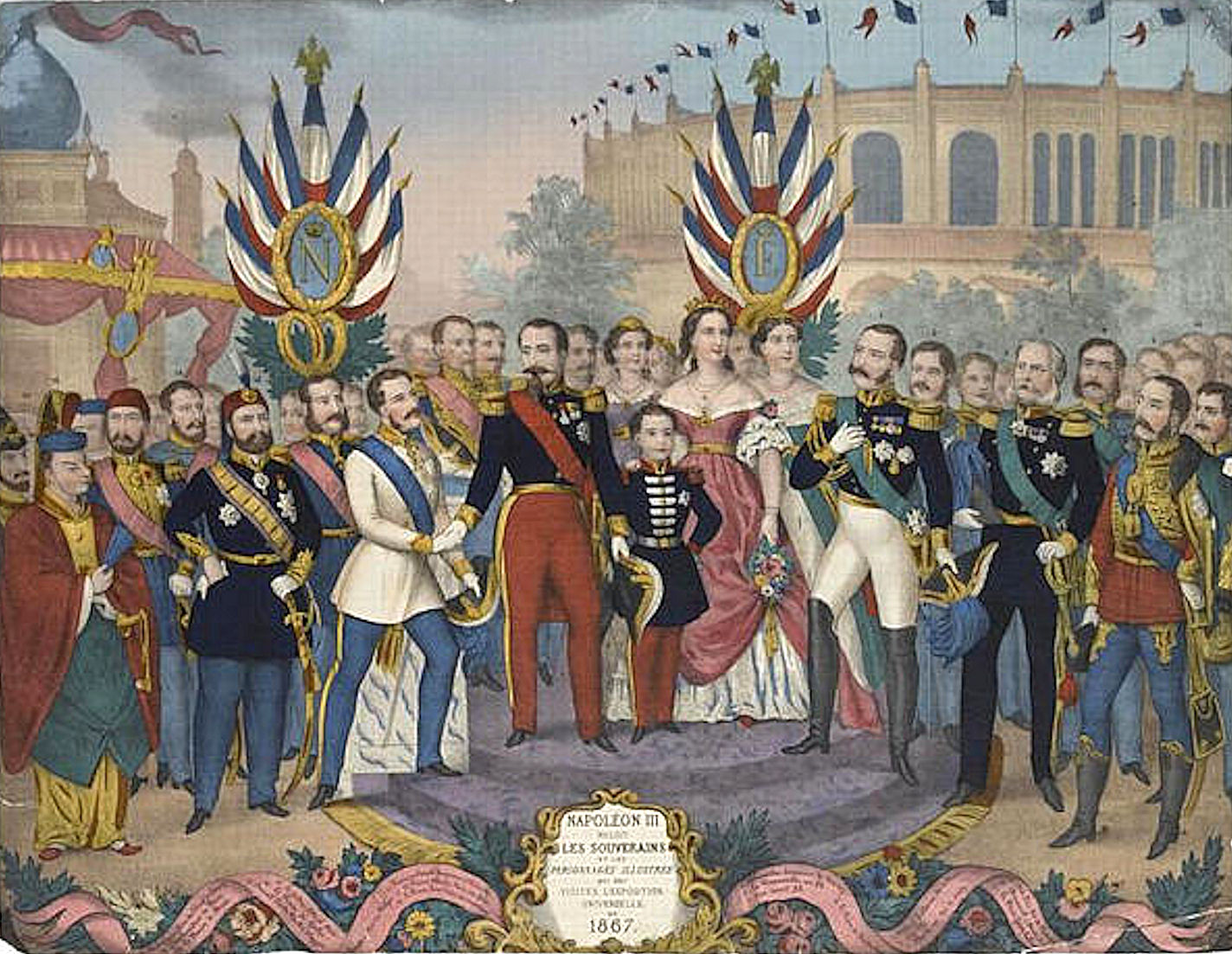
ناپلئون سوم در حال میزبانی. میرزا یوسف مستشار الدوله نفر سوم از چپ

در ۱۸۶۴ ناپلئون سوم دستور داد نمایشگاهی در سال ۱۸۶۷ برگزار شود.
کمیسیونی به همراه شاهزاده ژروم به عنوان رئیس انتخاب شد.
محل نمایشگاه، میدان رژه نظامی پاریس بود به مساحت ۱۱۹ هکتار که ۵۲ هکتار آن را جزیره بیلانکورت تشکیل می‌داد.
ساختمان اصلی مستطیلی ۴۹۰ در ۳۸۰ متر بود و در مرکز آن یک گنبد مسقف قرار داشت که توسط باغ احاطه شده بود. مساحت آن ۱۶۶ در ۵۶ متر بود و یک گالری آن را احاطه می‌کرد.
نزدیک به ۱۰۰ ساختمان کوچکتر هم در محل ساخته شدند.
ویکتور هوگو، الکساندر دوما، ارنست رنان و تئوفیل گوتیه مقالاتی را برای کمک به ترویج این رویداد نوشتند.

## غرفه‌ها

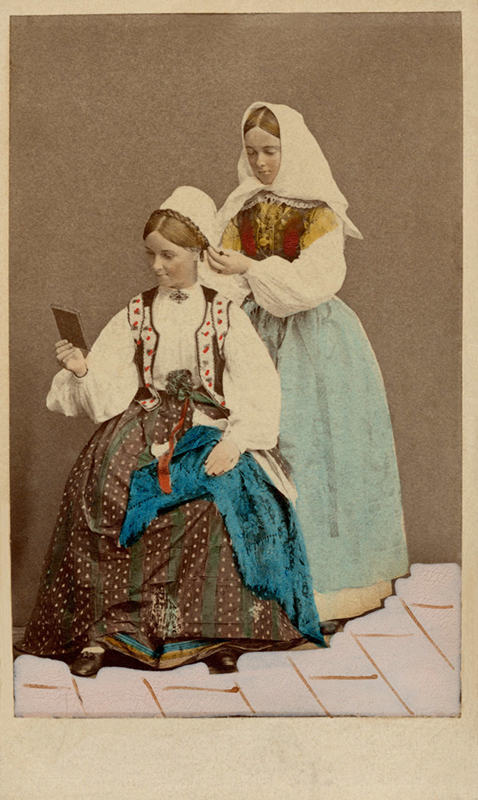
لباس عروسی سوئدی در نمایشگاه بین‌المللی سال ۱۸۶۷

تعداد ۵۰٬۲۲۶ غرفه‌دار در نمایشگاه وجود داشت که ۱۵۰۵۵ نفر از فرانسه و مستعمرات آن، ۶۱۷۶ نفر از بریتانیا و ایرلند، ۷۰۳ نفر از ایالات متحده و یک گروه کوچک از کانادا بودند.

## بودجه نمایشگاه
کمک مالی دولت فرانسه به مبلغ ۱٬۱۶۵٬۰۲۰ دلار بود و همان مبلغ از شهرداری پاریس و حدود ۲٬۰۰۰٬۰۰۰ دلار درآمد از بازدید کنندگان جمع شد و در مجموع به مبلغ ۵٬۸۸۳٬۴۰۰ دلار رسید.
درآمد در حدود ۲٬۸۲۲٬۹۰۰ دلار تخمین زده شده بود، بنابراین ۸۲۲۹۰۰ دلار کسری به‌وجود آمد که با کمک دولت و شهر پاریس جبران شد.

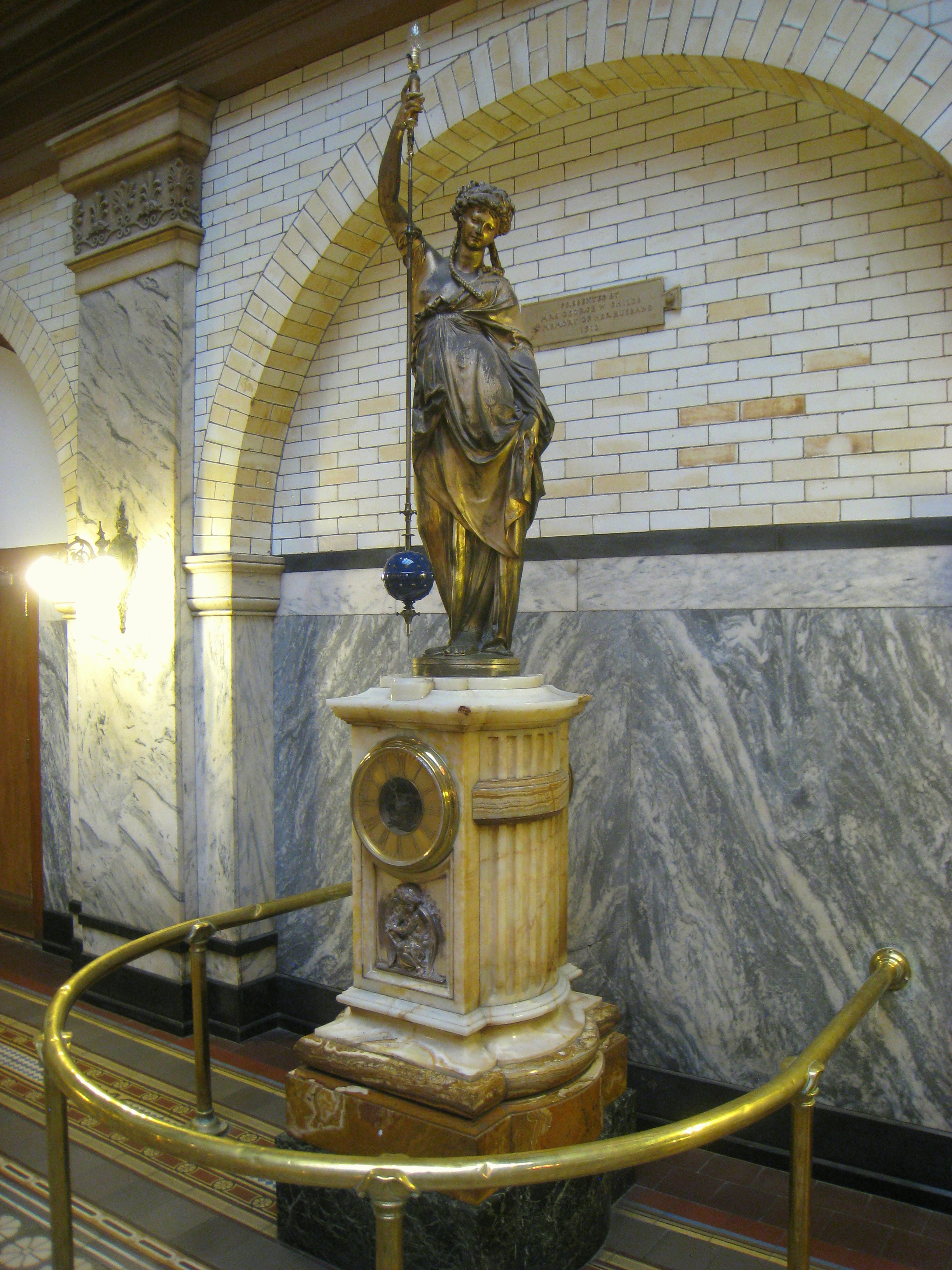
ساعت با آونگ مخروطی توسط یوجن فارکوت (۱۸۶۷)

## آثار مهم نمایشگاه
- در «گالری تاریخ کار» ژاک بوچر پرتس، یکی از اولین ابزارهای ماقبل تاریخ را نمایش داد.
- دو نمونه ساعت آبی که توسط جیان باتیستا امبریاکو، استاد کالج سنت توماس رم اختراع شده بود برنده جایزه شدند.[۲][۳][۴][۵][۶]
- غرفه مصر توسط آگوست ماریت مصرشناس فرانسوی طراحی شده و آثار باستانی مصر را در خود جای داده بود.
- شرکت کانال سوئز در غرفه مصر حضور داشت و اقدام به فروش اوراق قرضه برای تأمین بودجه می‌کرد.[۷]
- شرکت آلمانی کروپ توپ ۵۰ تنی فولادی را به نمایش گذاشت.[۸]
- آمریکایی‌ها آخرین فناوری تلگراف خود را به نمایش گذاشتند و سایرس فیلد و ساموئل مورس سخنرانی کردند.
- ساعت با آونگ مخروطی توسط یوجین فارکوت آمریکایی
- کاشف فرانسوی و قوم‌شناس ماری-تئوفیل گریفون دو بلای نمونه‌های خشک شده از حدود ۴۵۰ گونه گیاه مفید را که در طول اکتشافاتش در گابون جمع‌آوری شده بود با شرح استفاده‌های آنها به نمایش گذاشت.[۹]

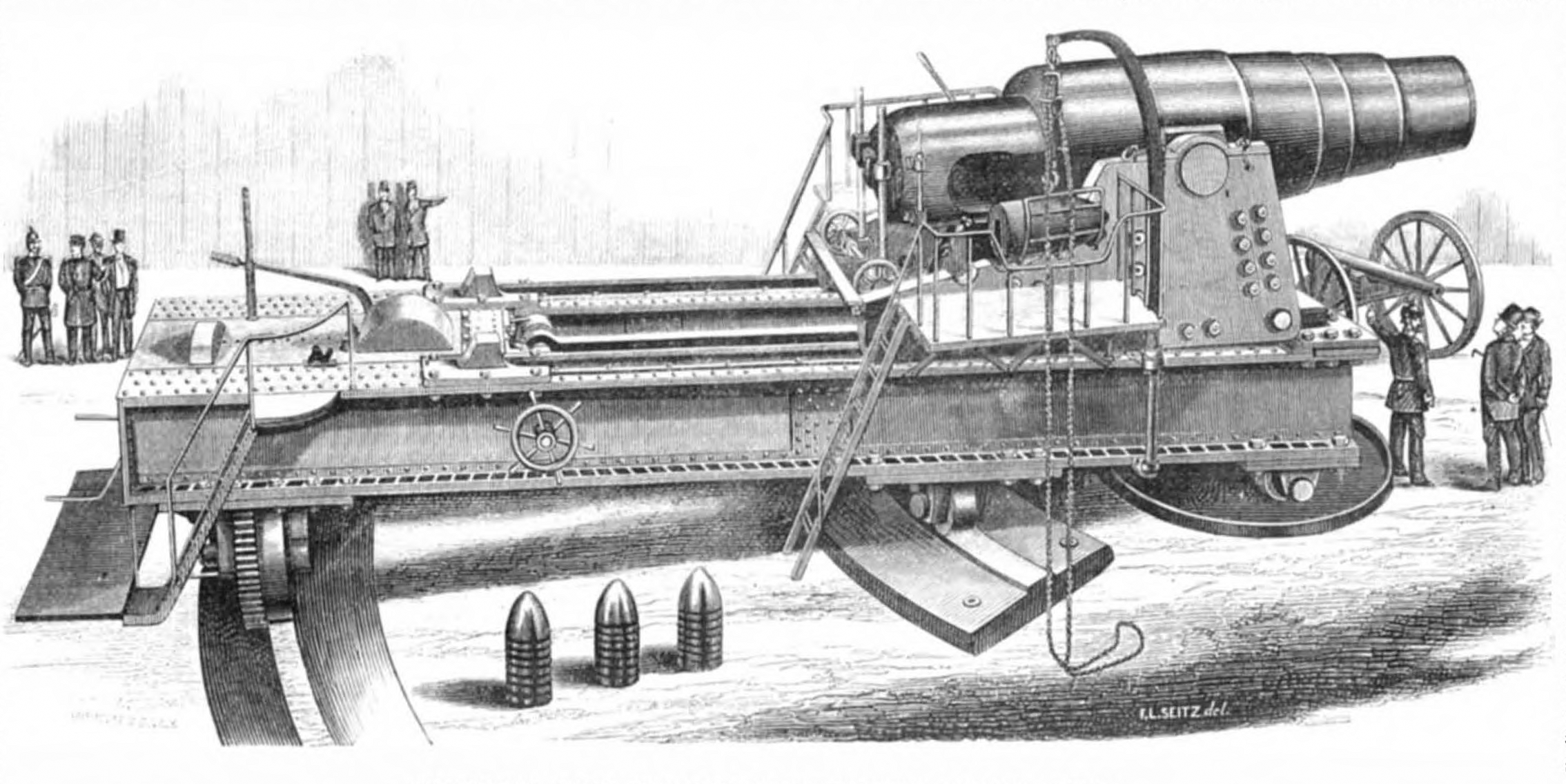
توپ ۵۰ تنی کروپ

## تأثیرگذاری

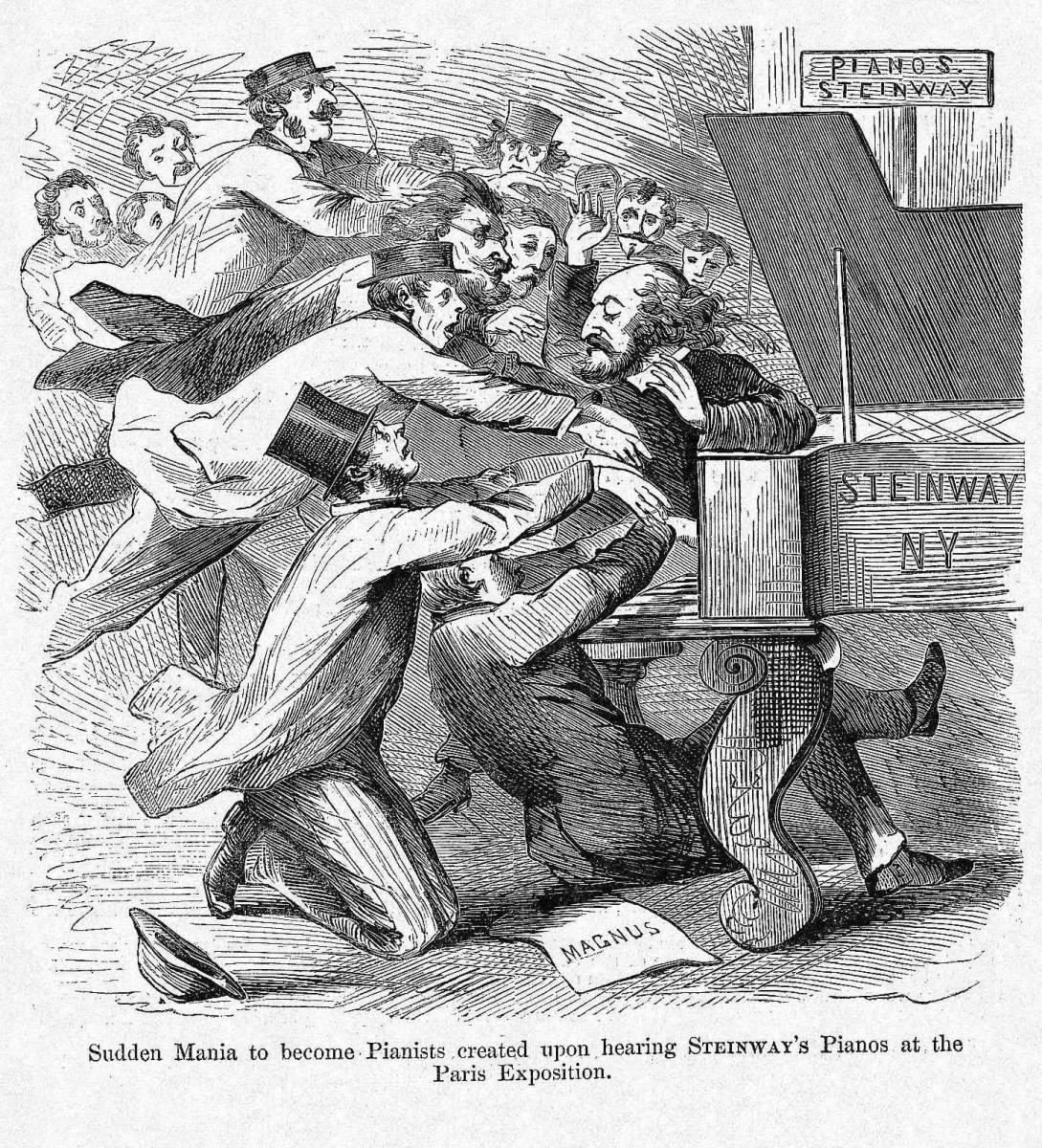
عشق و علاقه ناگهانی مردم برای پیانیست شدن، بعد از شنیدن پیانوی استاین‌وی در نمایشگاه ۱۸۶۷

برای اولین بار ژاپن آثار هنری خود را در یک غرفه ملی به جهان معرفی کرد، به خصوص آثاری از قبیله ساتسوما و ساها در کیوشو.
وینسنت ون گوگ و دیگر هنرمندان جنبش امپرسیونیسم در اواخر قرن نوزدهم از این هنر الهام گرفتند و اغلب از طرحهای روی چوب ژاپن به‌عنوان اینکه؛ در آن همه جا، منظره‌ها و چهره‌ها دیده می‌شود؛ یاد می‌کردند. و تحت تأثیر نگاه جهانی هنر ژاپن قرار گرفتند.
خیابانی در پاریس در نزدیک چمس، بخاطر احترام به این نمایشگاه به نام «نمایشگاه جهانی ۱۸۶۷» نام گذاری شد.
این نمایشگاه تجربه ای بود تا ژاپن در نمایشگاه ۱۸۷۳ با ایجاد تیم قوی و سالها برنامه‌ریزی بسیار عالی ظاهر شود و این زمینه ای برای صنعت ژاپن گردید.
ژول ورن از نمایشگاه در سال ۱۸۶۷ بازدید کرد، و کشف جدید الکتریسیته در نوشتن کتاب ۲۰٬۰۰۰ فرسنگ زیر دریا برای او الهام بخش بود.
در ماه ژوئیه مسابقات جهانی قایقرانی در رودخانه سن برگزار شد و تیم کانادایی از سنت جان، نیوبرانزویک، برنده شد.

## بازدیدکنندگان مهم
تزار الکساندر دوم از روسیه، برادر امپراتور میجی، قیصر ویلهلم یکم و اتو فون بیسمارک، سلطان عثمانی عبدالعزیز یکم، و خدیو مصر شرکت کردند.

## ایرانیان بازدیدکننده
حاج سیاح محلاتی جهانگرد ایرانی اولین باری که به پاریس سفر می‌کند مصادف با این نمایشگاه است. در سفرنامه خود از رونق شهر پاریس در زمان نمایشگاه تعریف کرده شگفتی خود را از همه غرایبی که در آنجا دیده بازگفته است و آن را «خزانه دنیا» می‌نامد.
همچنین میرزا یوسف مستشارالدوله در این زمان سفیر ایران در پاریس بوده و از نمایشگاه دیدار می‌کند. او نوشت:
در اواخر سال هزار و دویست و هشتاد و سه ه‍. ق، به موجب فرمان پادشاهی خلداهلل مُلکه به شارژدَفری پاریس سرفراز گشتم. از راه اسالمبول عازم مقصد گردیده، وقتیکه داخل شهر پاریس شدم و اکسپوزیسیون، یعنی بساط عمومی هزارو دویست و شصت و هفت (۱۸۶۷) مسیحیه، را ملاحظه و مشاهده کردم.

## نگارخانه

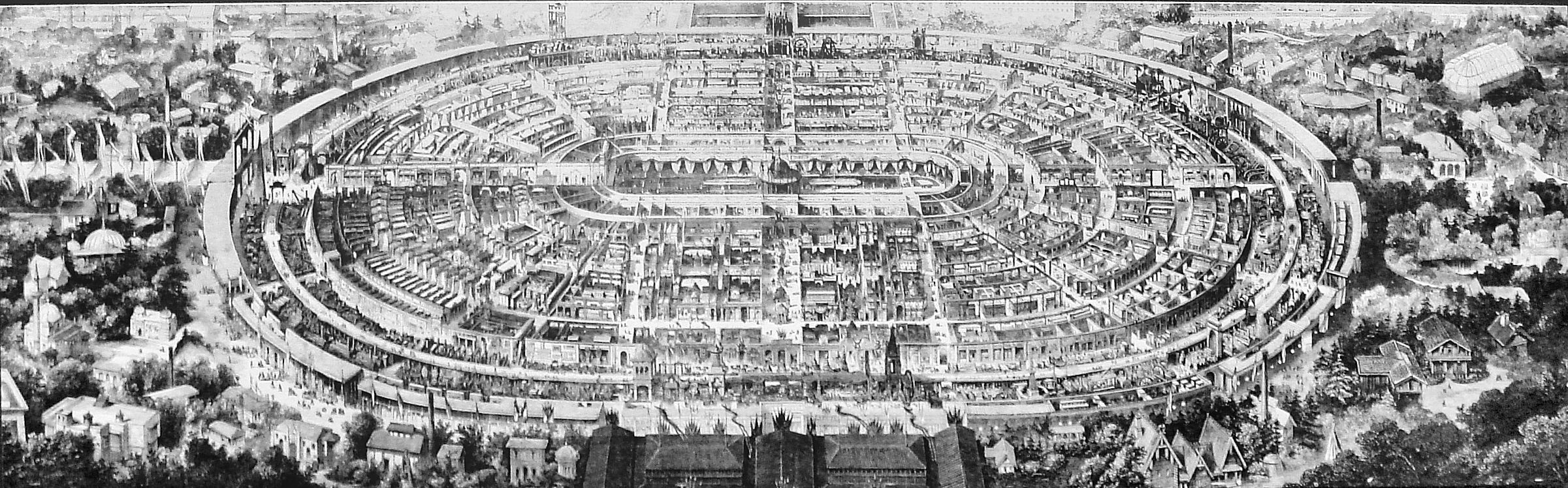
نمای نمایشگاه ۱۸۶۷
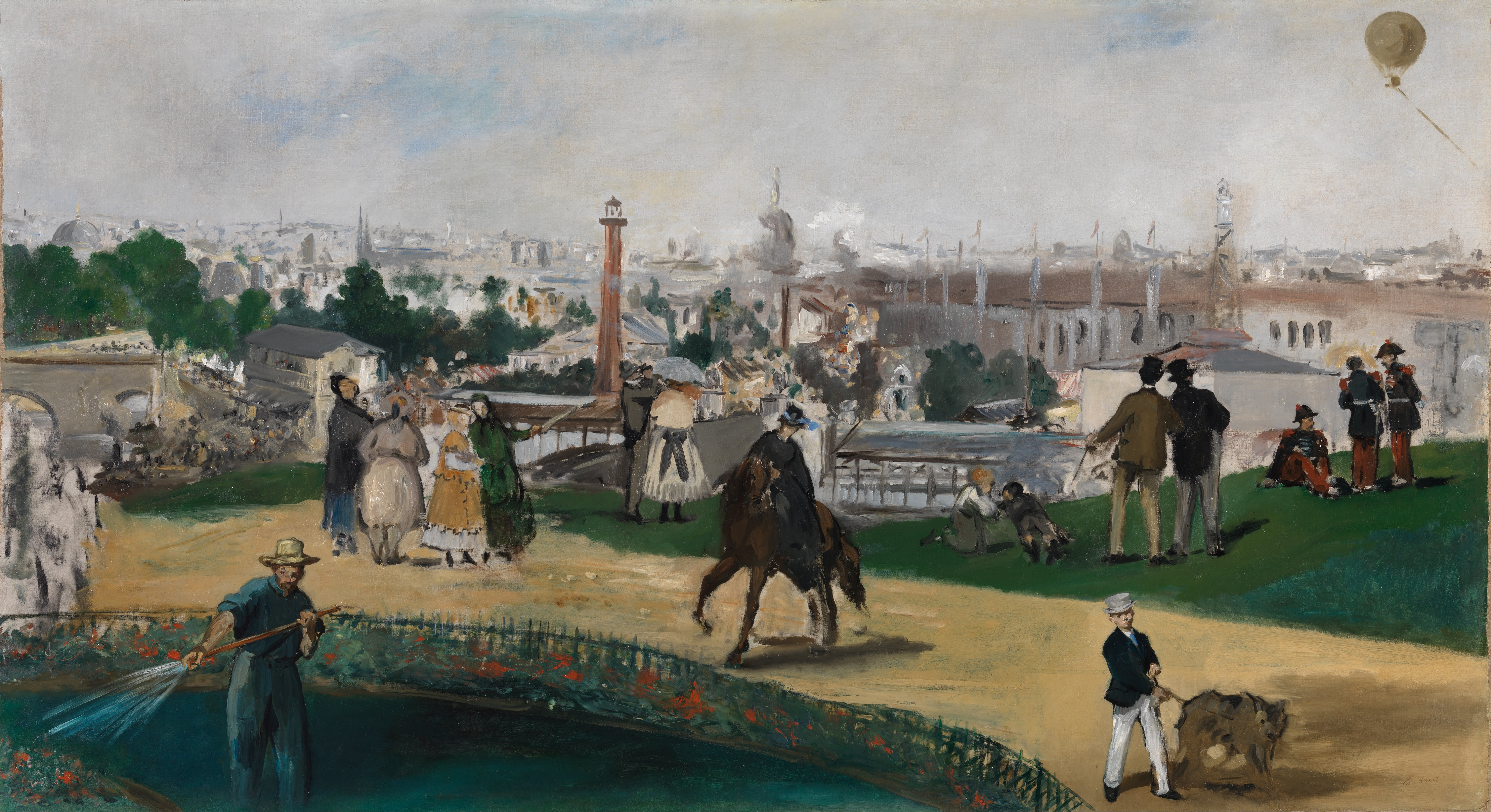
نمایی از نمایشگاه بین‌المللی پاریس اثر ادوار مانه ۱۸۶۷ م. گالری ملی نروژ
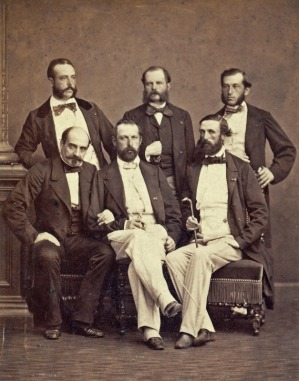
آجودان دانیل نوردلندر (بالا سمت راست) آجودان فیتز ون داردل، افسر پشتیبانی فردیناند آلفونس، ژنرال هنری پیر کاستلنو، پادشاه چارلز پانزدهم از سوئد، شاهزاده اسکار، پادشاه آینده اسکاتلند دوم سوئد
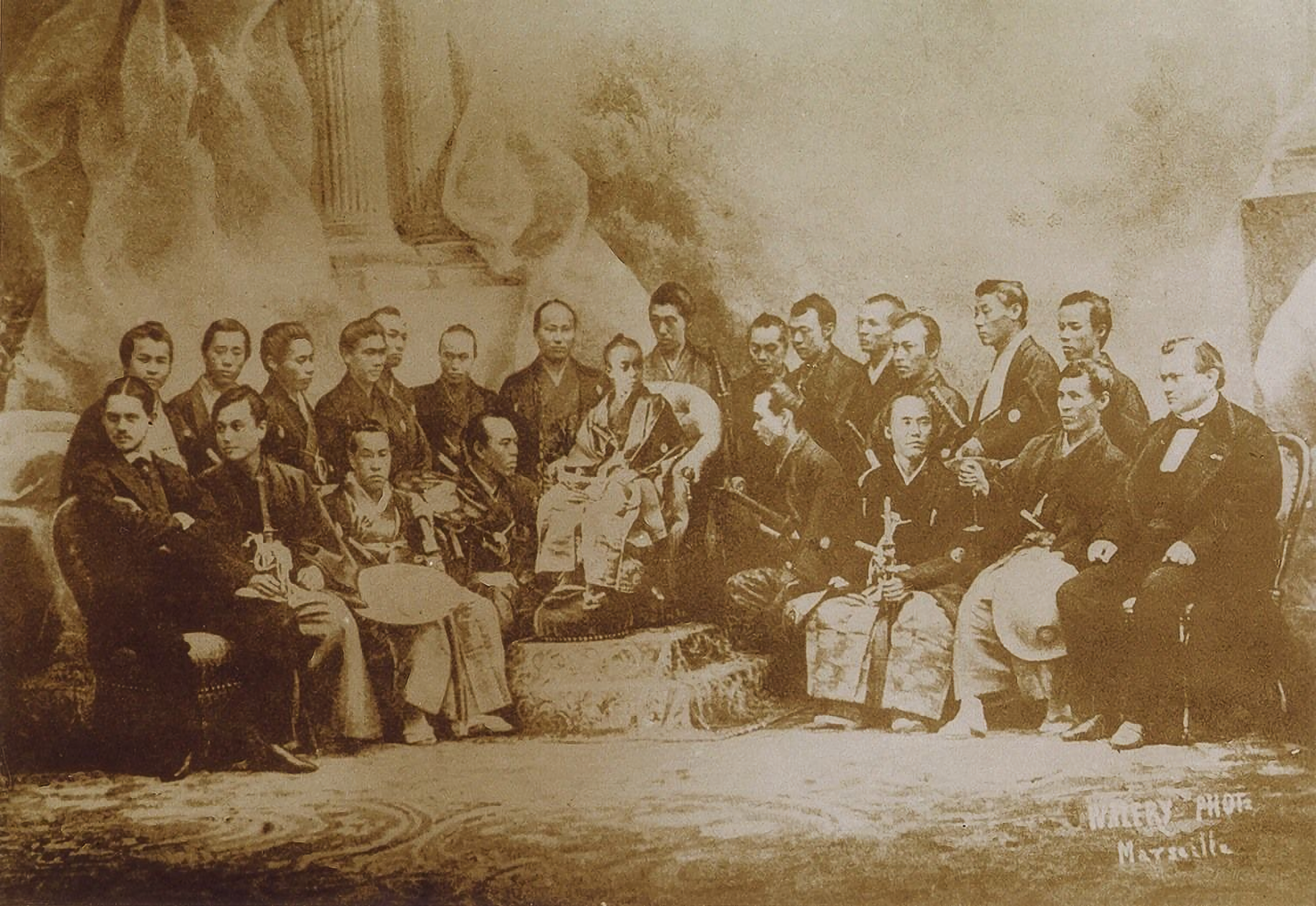
هیئت ژاپنی در نمایشگاه بین‌المللی
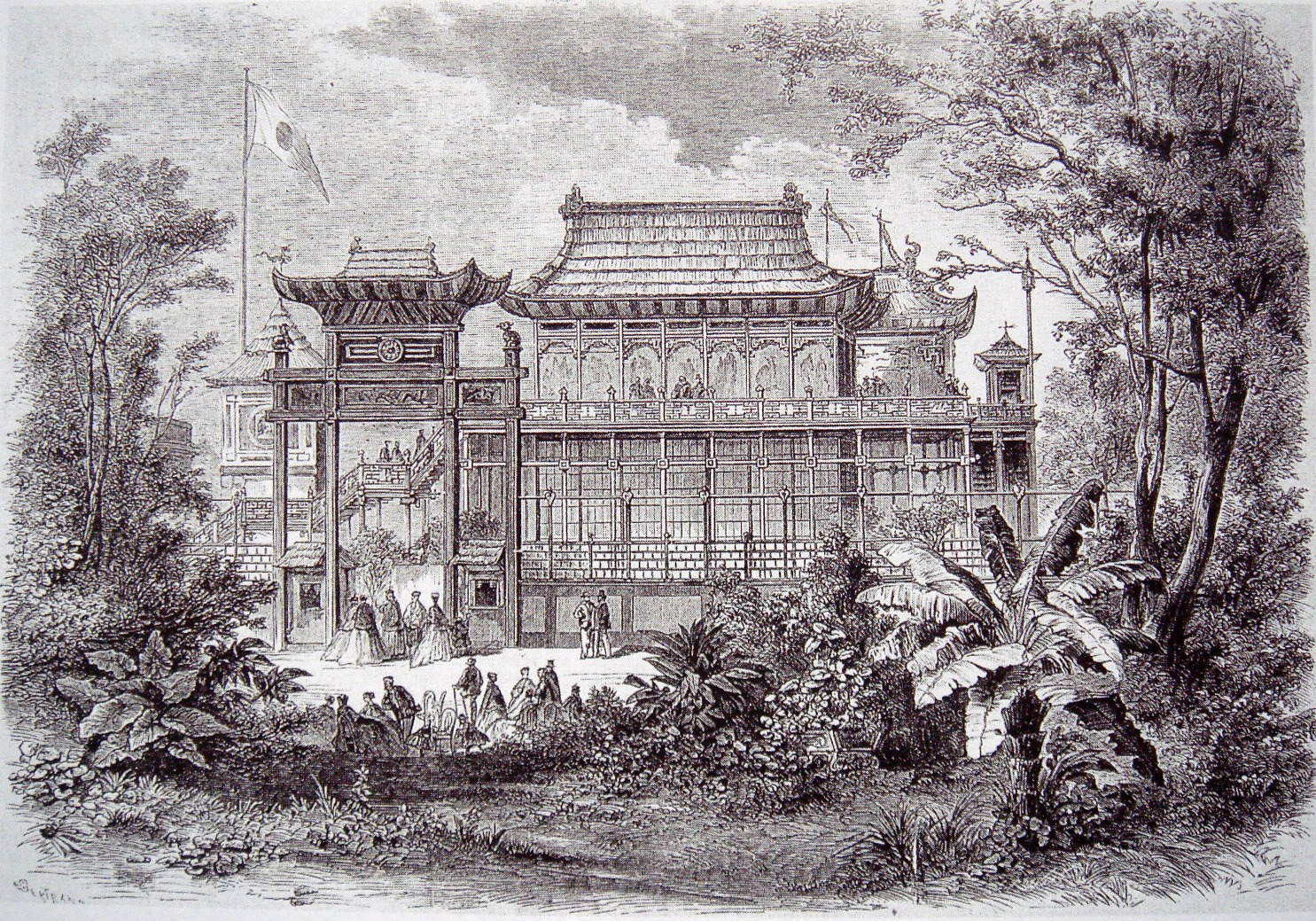
غرفه‌های چین و ژاپن در نمایشگاه ۱۸۶۷.
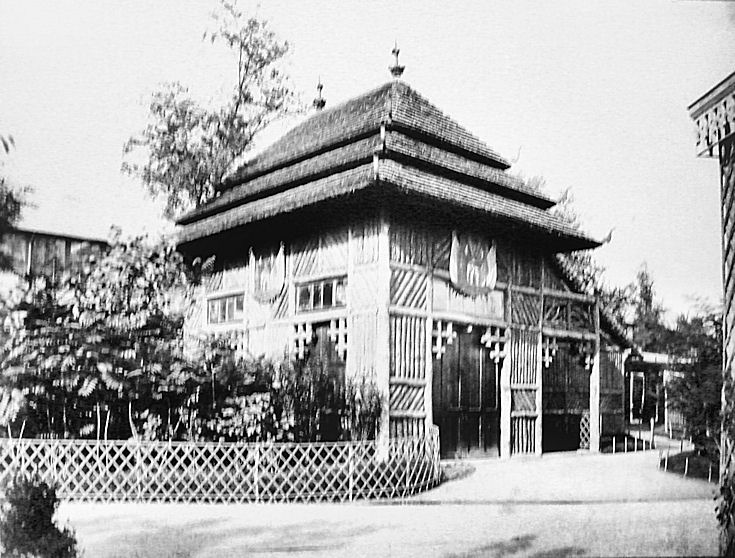
خانه فیل تایلند در نمایشگاه
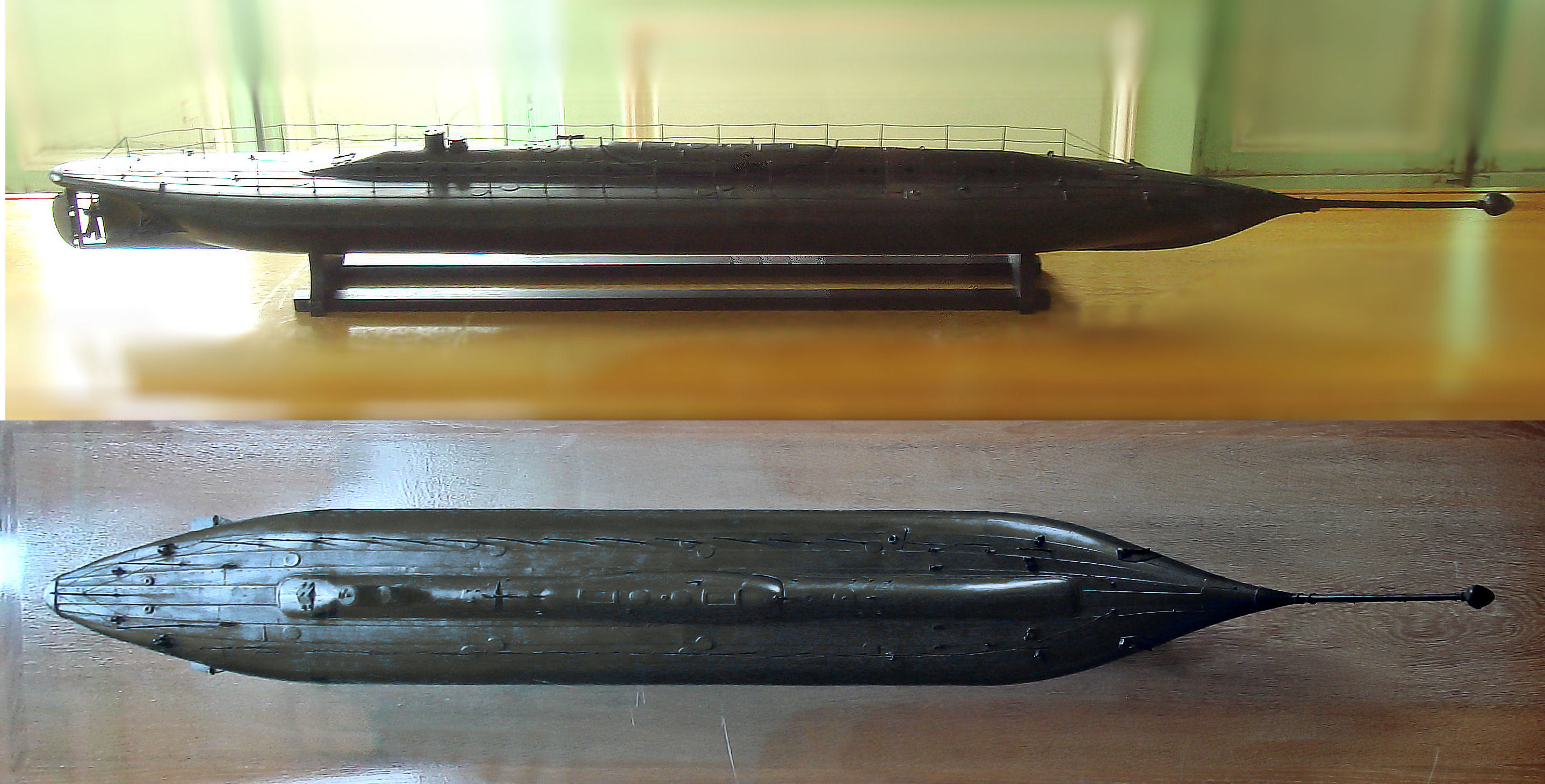
مدل زیردریایی، ساخته شده برای نمایشگاه ۱۸۶۷ موزه ملی دلامارین (روچفورت)
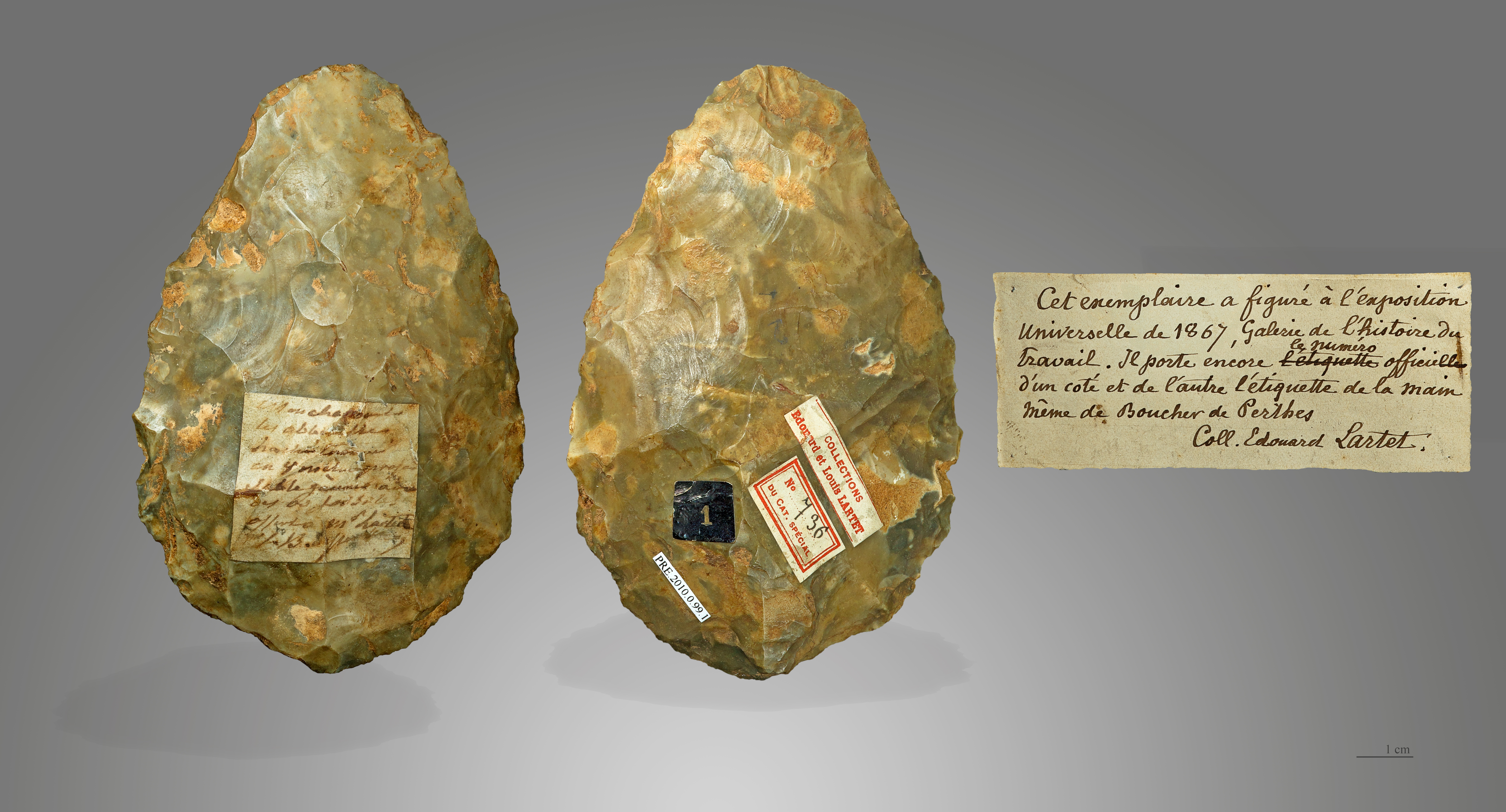
سنگ چخماق بایفیس
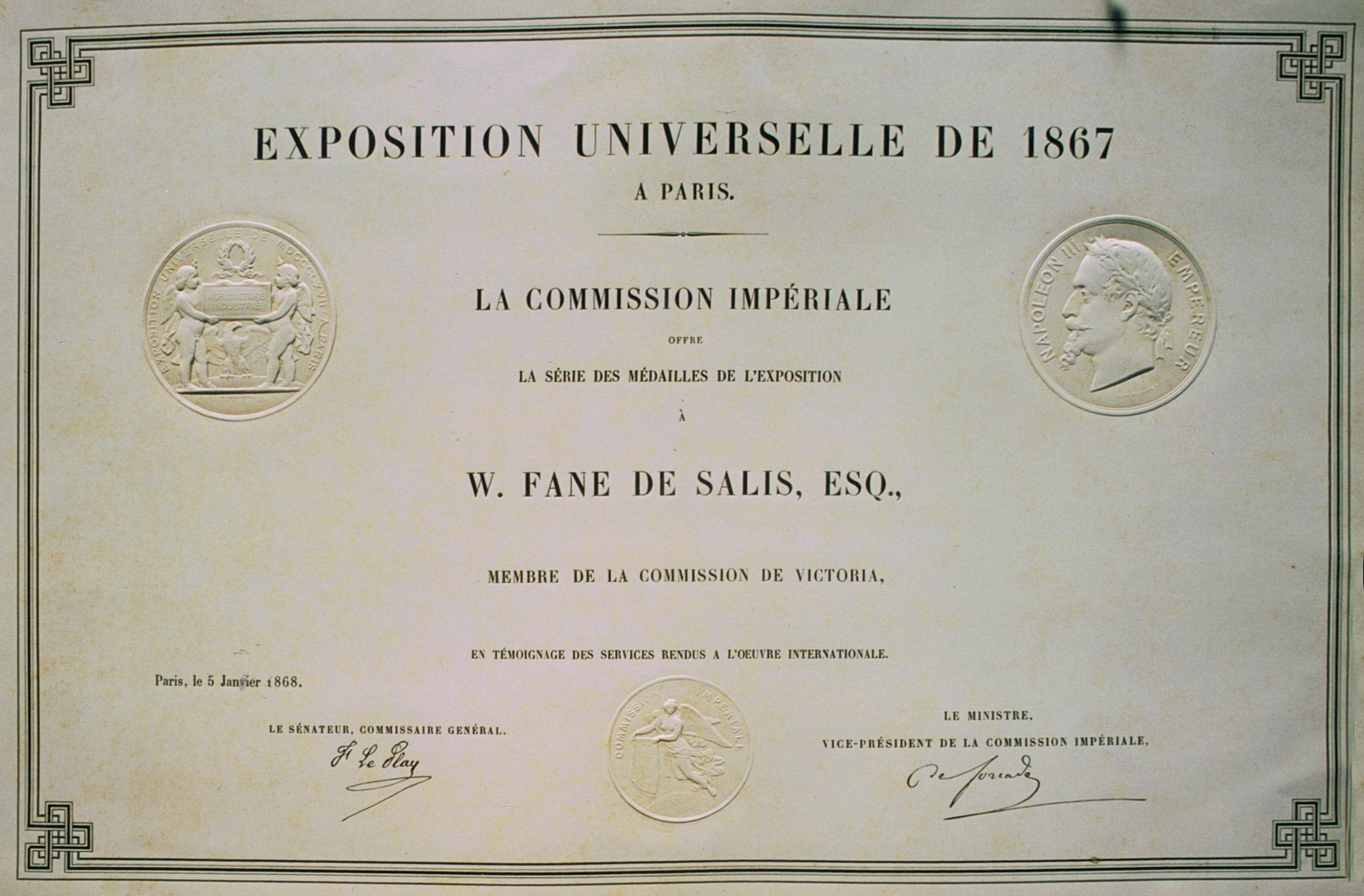
کمیسیون به یکی از اعضای دولت (دولت استرالیا) ویکتوریا در سال ۱۸۶۷ اعطا شد.
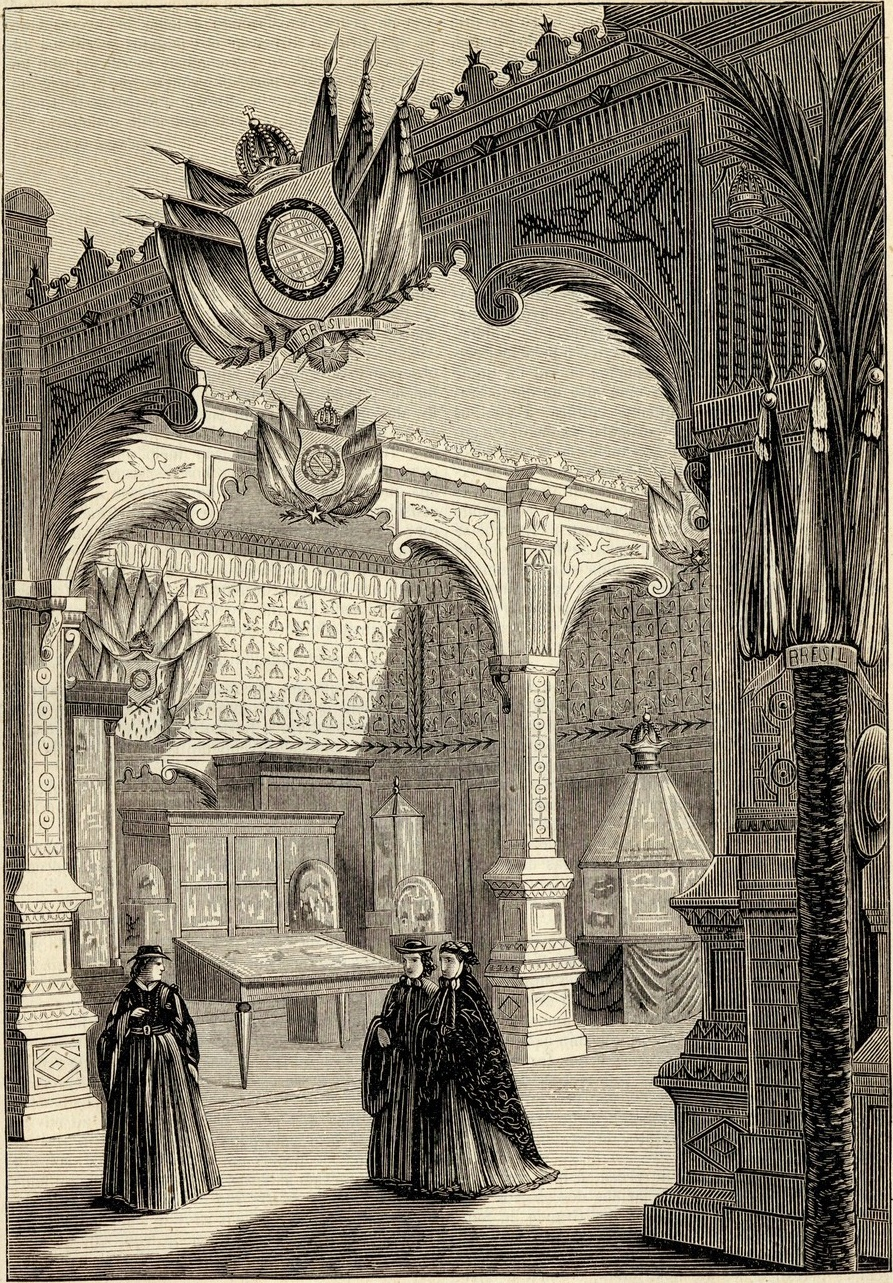
غرفه برزیل در نمایشگاه  ۱۸۶۷

## جستارهای وابسته

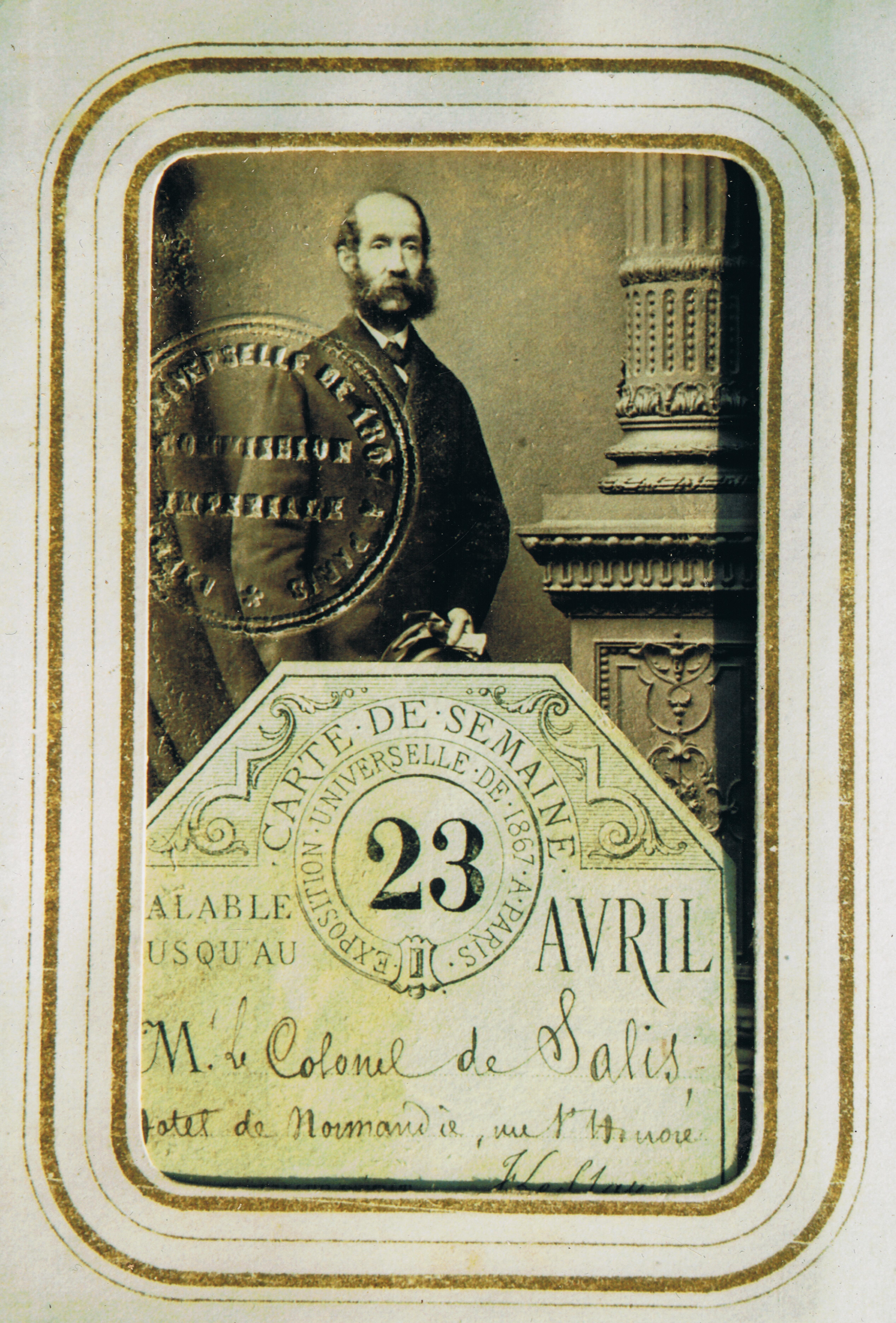
کارت هفته سرهنگ کلین د سالیس، در پاریس معتبر تا ۲۳ آوریل - بدون تردید او در آنجا بود تا از برادرش، غرفه ویلیام برای ایالت ویکتوریا استرالیا بازدید کند.